# Sacoué
Sacoué település Franciaországban, Hautes-Pyrénées megyében. Lakosainak száma 84 fő (2022. január 1.). Sacoué Saint-Bertrand-de-Comminges, Bramevaque, Ferrère, Gaudent, Gembrie, Générest, Nistos, Ourde és Seich községekkel határos.

## Népesség
A település népessége az elmúlt években az alábbi módon változott:
| Lakosok száma | 86   | 64   | 62   | 68   | 74   | 80   | 82   | 84   |
|               | 2013 | 2015 | 2017 | 2018 | 2019 | 2020 | 2021 | 2022 |